# Mahatma Gandhi
Mohandas Karamchand Gandhi (Porbandar, 2 de octubre de 1869-Nueva Delhi, 30 de enero de 1948) fue el dirigente más destacado del movimiento de independencia de la India contra el Raj británico —para lo que practicó la desobediencia civil no violenta—, además de pacifista, político, pensador y abogado hinduista indio. Recibió de Rabindranath Tagore el nombre honorífico de Mahatma (composición en sánscrito e hindi de mahā: «grande» y ātmā: «alma»). En la India también se le llamaba Bāpu (બાપુ, «padre» en idioma guyaratí).
Desde 1919 perteneció abiertamente al frente del movimiento nacionalista indio. Instauró métodos de lucha social novedosos como la huelga de hambre y en sus programas rechazaba la lucha armada y realizaba una predicación de la áhimsa (no violencia) como medio para resistir al dominio británico. Defendía y promovía ampliamente la total fidelidad a los dictados de la conciencia, llegando incluso a la desobediencia civil si fuese necesario; además, bregó por el retorno a las viejas tradiciones hinduistas. Mantuvo correspondencia con León Tolstói, quien influyó en su concepto de resistencia no violenta. Fue el inspirador de la marcha de la sal, una manifestación a través del país contra impuestos a los que estaba sujeto este producto.
Encarcelado en varias ocasiones, pronto se convirtió en un héroe nacional. En 1931 participó en la Conferencia de Londres, donde reclamó la independencia de la India. Se inclinó a favor de la derecha del partido del Congreso y tuvo conflictos con su discípulo Nehru, que representaba a la izquierda. En 1942 Londres envió como intermediario a Richard Stafford Cripps para negociar con los nacionalistas, pero al no encontrarse una solución satisfactoria, estos radicalizaron sus posturas. Gandhi y su esposa Kasturba fueron privados de su libertad y puestos bajo arresto domiciliario en el Palacio del Aga Khan, donde ella murió en 1944, mientras él realizaba veintiún días de ayuno.
Su influencia moral sobre el desarrollo de las conversaciones que prepararon la independencia de la India fue considerable, pero la separación con Pakistán lo desalentó profundamente.
Una vez conseguida la independencia, Gandhi trató de reformar la sociedad india, empezando por integrar las castas más bajas (los shudras o ‘esclavos’, los parias o ‘intocables’ y los mlechas o ‘bárbaros’), y por desarrollar las zonas rurales. Desaprobó los conflictos religiosos que siguieron a la independencia de la India, defendiendo a los musulmanes en el territorio indio, siendo asesinado por Nathuram Godse, un fanático integracionista hinduista, el 30 de enero de 1948 a la edad de 78 años. Sus cenizas fueron arrojadas al río Ganges.
Sobre economía política, pensaba que el capital no debería ser considerado más importante que el trabajo, ni que el trabajo debería ser considerado superior al capital, juzgando ambas ideas peligrosas; que, más bien, debería buscarse un equilibrio sano entre estos factores, siendo que ambos eran considerados igual de valiosos para el desarrollo material y la justicia. Fue un gran defensor del vegetarianismo y rechazaba cualquier forma de maltrato a los seres vivos.

## Nombre y pronunciación
- મોહનદાસ કરમચંદ ગાંધી en guyaratí
- मोहनदास करमचंद गांधी en escritura devanagari
- mohana-dāsa karama-chaṅda gāṅdhi en AITS (alfabeto internacional de transliteración del sánscrito).
- en español se pronuncia /mójan das karamchánd gándi/.
- en AFI (alfabeto fonético internacional) se pronuncia /moːɦən̪d̪aːs kərəmʨən̪d̪ ɡaːn̪d̪ʱiː/

## Biografía

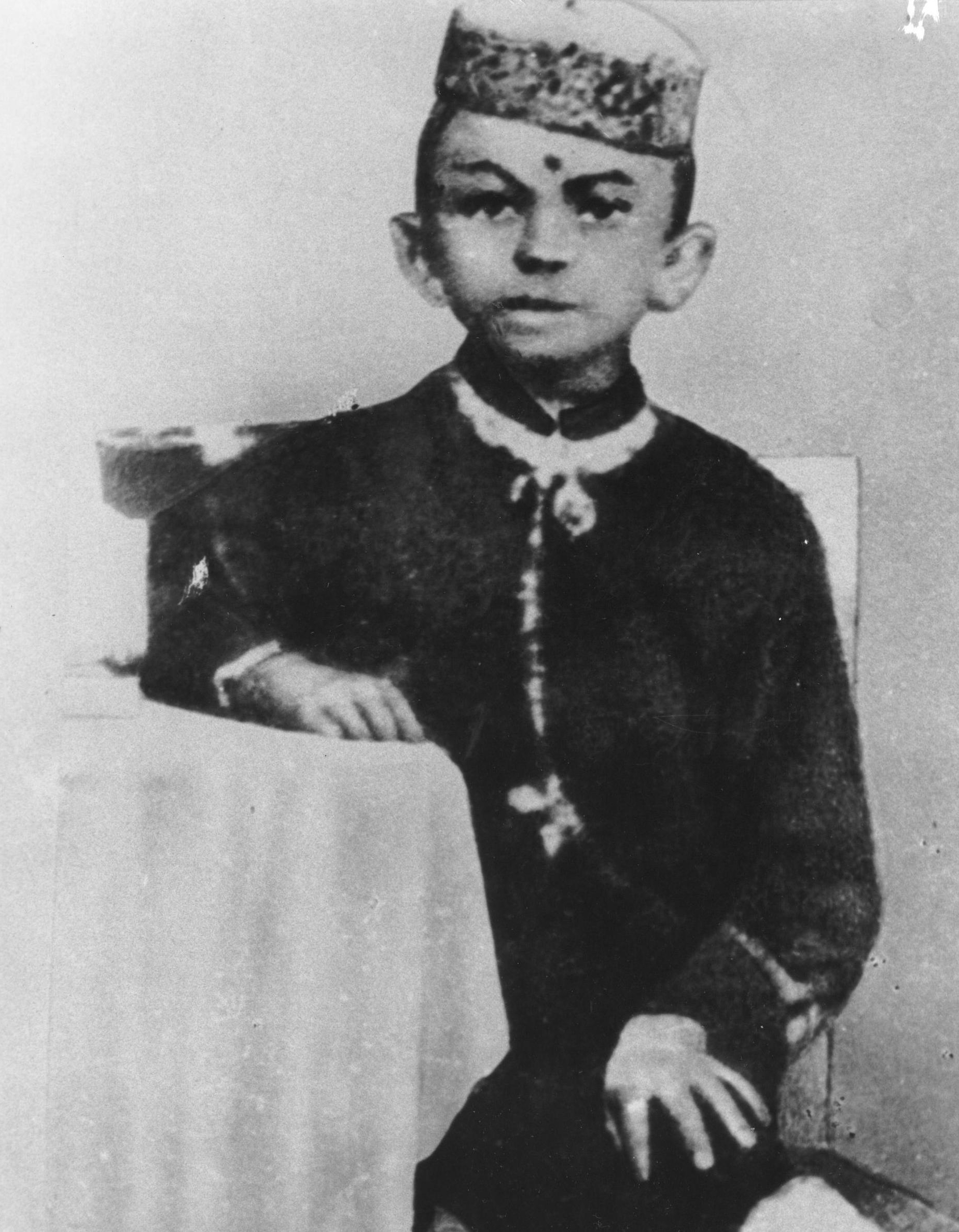
La primera foto conocida de Mohandas Karamchand Gandhi, c. 1876 con siete años.

Gandhi nació el  2 de octubre de 1869 en Porbandar, una ciudad costera del pequeño estado principesco de Kathiawar, actualmente en el estado de Guyarat (India). Su familia era de la casta vaisia (comerciante). Fue el hijo de Karamchand Gandhi, el diwan (primer ministro) de Porbandar. Su madre, Putlibai, la cuarta esposa de su padre, tuvo una gran influencia en su niñez, cuando Gandhi aprendió a muy temprana edad a no hacer daño a ningún ser viviente, a ser vegetariano, a ayunar para purificarse, y a ser tolerante con otros credos religiosos. Fue el menor de tres hermanos, Laksmidas y Karsandas (varones) y una hermana de nombre Raliatbehn.
A sus trece años, sus padres arreglaron su matrimonio con Kasturba Makharji, de la misma edad y casta, con quien tuvo cuatro hijos.
En su juventud, Gandhi fue un estudiante mediocre en Porbandar. Posteriormente en Rajkot, en 1887, logró pasar a duras penas el examen de admisión de la Universidad de Mumbai, matriculándose en la Escuela de Samaldas, en Bhavnagar. No estuvo mucho tiempo allí, porque aprovechó la oportunidad que se le presentó de estudiar en Inglaterra, país al que consideraba como «cuna de filósofos y poetas, el centro de la civilización».
Estudió Derecho en la University College de Londres. Regresó a la India después de lograr su licenciatura para ejercer la abogacía en la India.
Trató de establecerse como abogado en Bombay, pero no tuvo éxito, pues en aquel entonces la profesión de abogado estaba sobresaturada y Gandhi no era una figura dinámica en los tribunales.
Regresó a Rajkot ejerciendo la modesta labor de preparar peticiones de litigantes.
Tuvo que dejar esta tarea tras un altercado con un oficial británico, en un incidente en el que trató de abogar por su hermano mayor.

### Trabajo en Sudáfrica

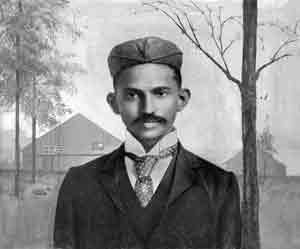
Gandhi en Sudáfrica (1895)

En 1893 aceptó un contrato de trabajo por un año con una compañía india que operaba en Natal (Sudáfrica). Se interesó por la situación de los ciento cincuenta mil compatriotas que residían ahí, luchando contra las leyes que discriminaban a los indios en Sudáfrica mediante  resistencia pasiva y la desobediencia civil.
El incidente que serviría como un catalizador de su activismo político ocurrió dos meses después de su llegada a Sudáfrica, cuando viajando a Pretoria, fue sacado forzosamente del tren en la estación de Pietermaritzburg porque se negó a mudarse de la primera clase a la tercera clase, que se destinaba a la gente de raza negra. Más tarde, viajando en una diligencia, fue golpeado por el conductor porque se negó a ceder su asiento a un pasajero de piel blanca. Además, en este viaje, sufrió otras humillaciones al serle negado alojamiento en varios hoteles debido a su raza. Esta experiencia le puso mucho más en contacto con los problemas que sufría cotidianamente la gente negra en Sudáfrica. Asimismo, después de haber sufrido el racismo, prejuicio e injusticia en Sudáfrica, comenzó a cuestionar la situación social de sus coterráneos y de él mismo en la sociedad de ese país.
Cuando se terminó su contrato, se preparó para volver a la India. En la fiesta de despedida en su honor en Durban, hojeando un periódico se informó de que se estaba elaborando una ley en la Asamblea Legislativa de Natal para negar el voto a los indios. Pospuso su regreso a la India y se dedicó a la tarea de elaborar diversas peticiones, tanto a la asamblea de Natal como al gobierno británico, tratando de evitar que dicha ley fuese aprobada. Si bien no logró su objetivo, ya que la ley fue promulgada, logró, sin embargo, llamar la atención sobre los problemas de discriminación racial contra los indios en Sudáfrica.
Amplió su estancia en este país, fundando el Partido Indio del Congreso de Natal en 1894. A través de esta organización pudo unir a la comunidad india en Sudáfrica en una fuerza política homogénea, inundando a la prensa y al gobierno con denuncias de violaciones de los derechos civiles de los indios y pruebas de la discriminación por los británicos en Sudáfrica.
Gandhi regresó a la India por un breve periodo para llevar a su esposa e hijos a Sudáfrica. A su regreso, en enero de 1897, un grupo de hombres blancos lo atacó y trató de lincharlo. Como clara indicación de los valores que mantendría por toda su vida, rehusó denunciar ante la justicia a sus atacantes, indicando que uno de sus principios era el no buscar ser resarcido en los tribunales por los daños infligidos a su persona.
Al principio de la guerra anglo-bóer en Sudáfrica, Gandhi consideró que los indios debían participar en dicha guerra si aspiraban legitimarse como ciudadanos con plenos derechos. Así, organizó cuerpos de voluntarios no combatientes que asistieran a los británicos. Sin embargo, al terminar la guerra, la situación de los indios no mejoró; de hecho, continuó deteriorándose.
En 1906 el gobierno de Transvaal promulgó una ley que obligaba a todos los indios a registrarse. Esto originó una protesta masiva en Johannesburgo, donde por primera vez Gandhi adoptó la plataforma llamada satyagraha (‘apego o devoción a la verdad’) que consistía en una protesta no violenta.
Gandhi insistió en que los indios desafiaran abiertamente, pero sin violencia, la ley promulgada, sufriendo el castigo que el gobierno quisiera imponer. Este desafío duró siete años en los que miles de indios fueron encarcelados (incluyendo a Gandhi en varias ocasiones), azotados e incluso fusilados por protestar, rehusar registrarse, quemar sus tarjetas de registro y cualquier otra forma de rebeldía no violenta. Si bien el gobierno logró reprimir la protesta de los indios, la denuncia en el exterior de los métodos extremos utilizados por el gobierno de Sudáfrica finalmente obligó al general sudafricano Jan Christian Smuts a negociar una solución con Gandhi.

### Inspiración

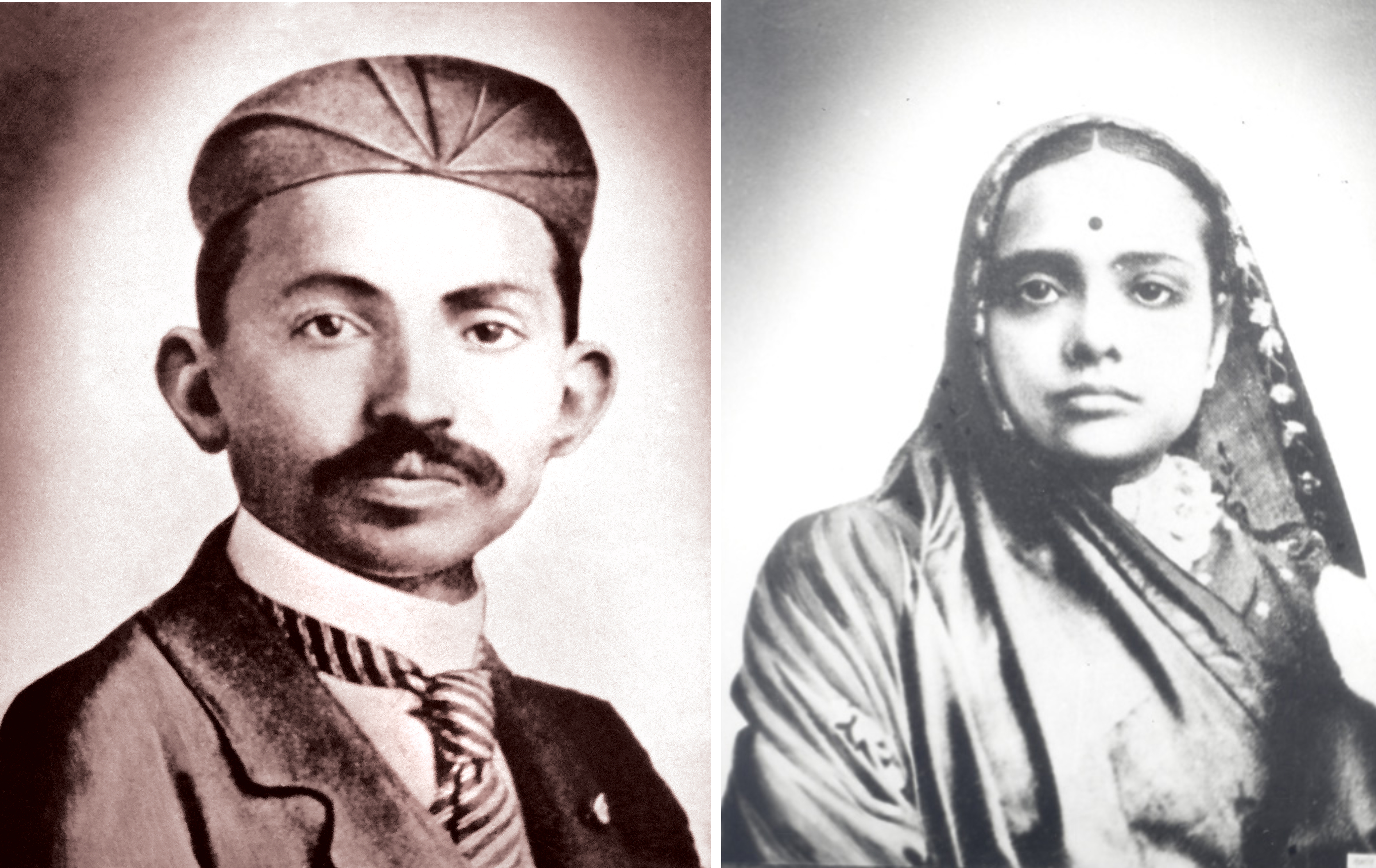
Gandhi y su esposa Kastūrbā (1902)

Durante sus años en Sudáfrica, Gandhi se inspiró en la Bhagavad-guita y en los libros de León Tolstói, particularmente en El Reino de Dios está en Vosotros. En la década de 1880, Tolstói se había convertido profundamente a la causa del anarquismo cristiano. Gandhi tradujo otro libro de Tolstói llamado Carta a un indio (1908), en respuesta a los nacionalistas indios que apoyaban la violencia. Gandhi permaneció en contacto con Tolstói hasta la muerte de este en 1910.
La carta de Tolstói se basa en las doctrinas hinduistas y las enseñanzas del dios Krisna en relación con el creciente nacionalismo indio. Gandhi también se inspiró en el escritor estadounidense, y también anarquista, Henry David Thoreau que escribió el famoso ensayo La desobediencia civil. El mismo Gandhi, en parte, se ha convertido en un referente muy representativo del anarquismo pacifista.
Igualmente, la influencia de Henry S. Salt sobre Gandhi fue muy notable, y en especial su obra A plea for vegetarianism, tal y como él mismo expresó en su discurso en la reunión de la Vegetarian Society en 1931.

#### Sufragismo
En el artículo que publicó en "Indian Opinión" titulado "Hechos mejor que palabras" relató lo sucedido a 20 mujeres que fueron encarceladas por acosar a miembros de la Cámara de los Comunes y por causar daños materiales. Se trataba de mujeres pertenecientes al movimiento sufragista inglés, que se negaron a pagar la multa como consecuencia de lo cual ingresaron en prisión. Gandhi dijo sentirse atraído por este movimiento, que le sirvió de inspiración, citándolo como referente  para los indios de Transvaal. 

Sin embargo, años después, en 1926, identificó como resistencia pasiva al movimiento sufragista y puso especial empeño en que no se confundiera con su satyagraha.
... mientras en la resistencia pasiva había lugar para el odio, siempre tenía intención de hostigar al adversario o podía ser una preparación para el uso futuro de la fuerza; en la satyagraha solo había espacio para el amor, no existía la más remota intención de dañar al otro bando, postulaba la conquista del adversario mediante el sufrimiento propio o no admitía nunca  el uso de la fuerza.

### Regreso a la India
Gandhi regresó a la India en 1915. En esta época ya había cambiado sus hábitos y estilo de vida adoptando los más tradicionales de la India. Al principio trató de lanzar un nuevo periódico y de practicar la abogacía, pero fue disuadido por Gopal Krishna Gokhale, que lo convenció para que se dedicase a labores de mayor importancia nacional.
Gandhi y su esposa Kastūrbā viajaron por toda la India. Mantenía una copiosa correspondencia con diferentes personajes de su país y continuaba experimentando con su dieta y profundizando sus conocimientos sobre religión y filosofía, pero, sobre todo, prestó principal atención a la política.

### Marcha de la sal
Del 12 de marzo al 6 de abril de 1930 protagonizó una importante protesta no violenta, conocida como marcha de la sal (salt satiagraha), que serviría de inspiración a movimientos como el del estadounidense Martin Luther King.

### La Segunda Guerra Mundial

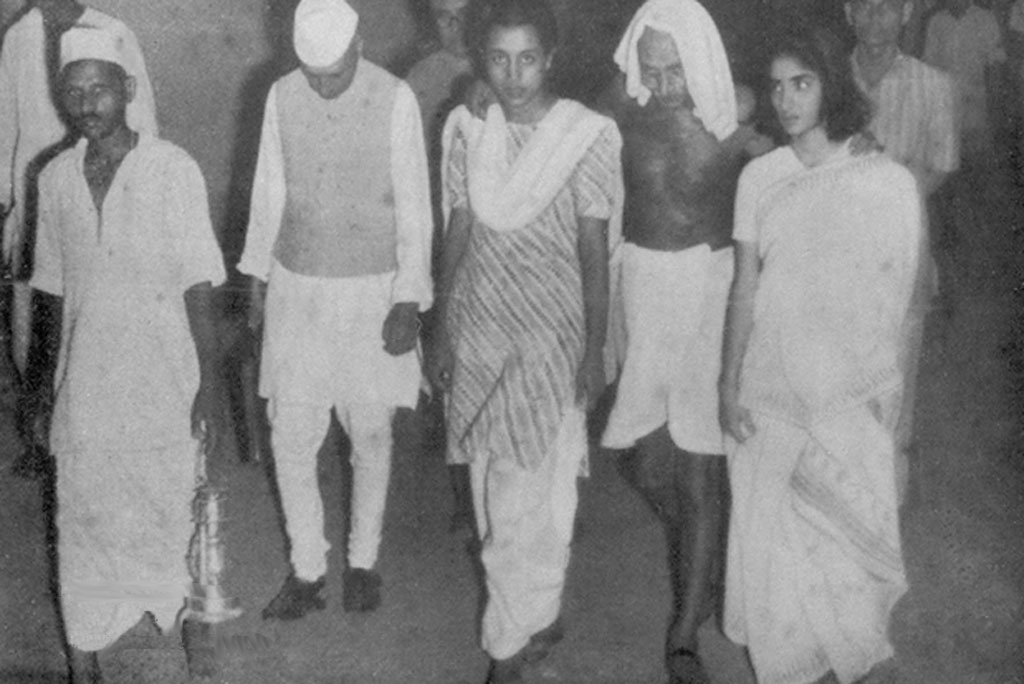
Gandhi con Nehru e Indira. Fines de los años treinta.

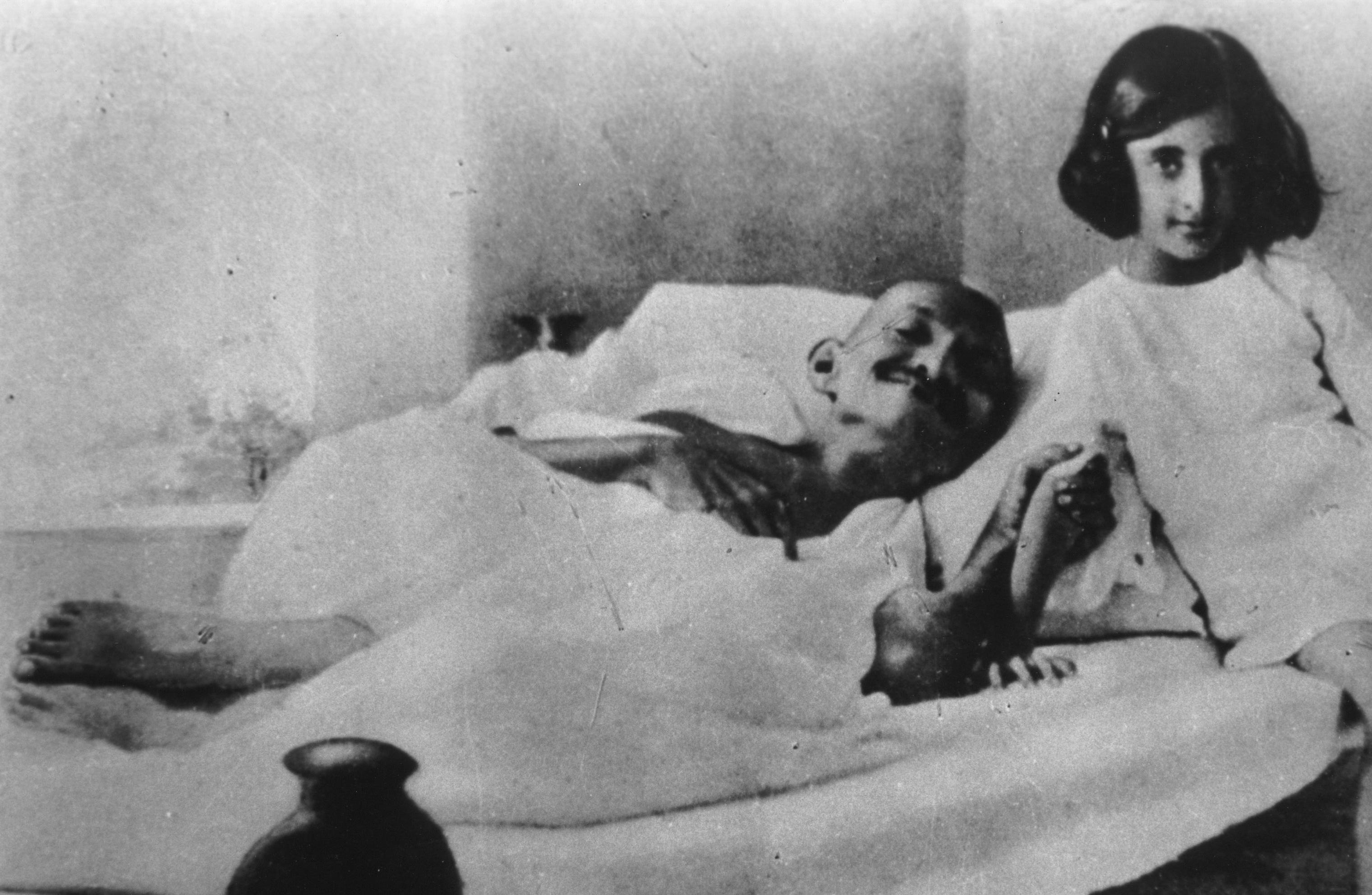
Gandhi ayunando junto a la joven Indira (la hija de Nehru, que más tarde sería la primera ministra de la India), en 1939.

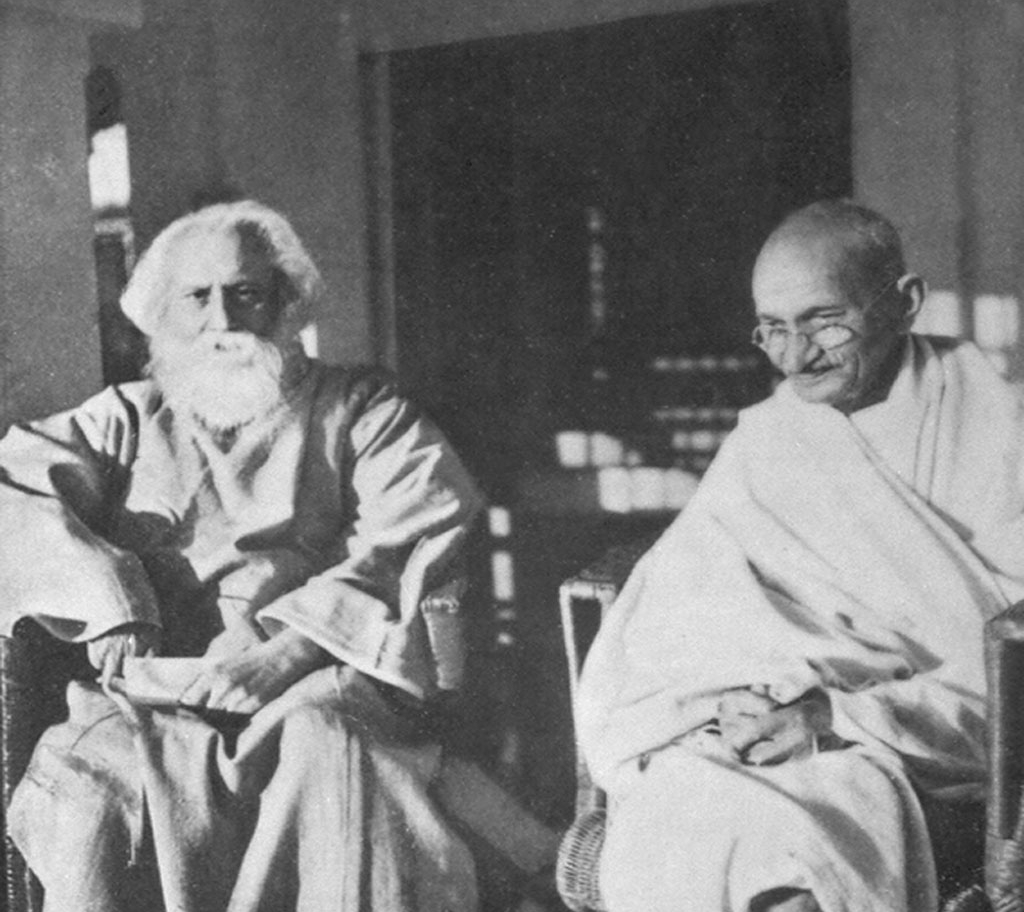
El poeta bengalí Rabindranath Tagore con Gandhi en 1940.

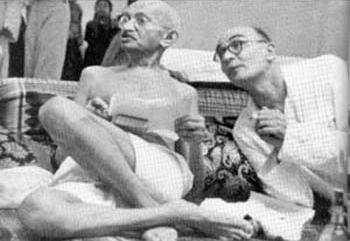
Gandhi con Mahadev Desai (1942).

Jawaharlal Nehru bromea con Gandhi (Bombay, 6 de julio de 1946).

La Segunda Guerra Mundial estalló el 1 de septiembre de 1939, cuando la Alemania nazi invadió Polonia. Inicialmente, Gandhi había favorecido la política de indiferencia y no violencia contra los británicos, pero la inclusión unilateral de la India en la guerra, sin la consulta de los representantes del pueblo, ofendió a otros líderes del Congreso. Todos los miembros del Congreso eligieron dimitir en masa.
Después de largas deliberaciones, Gandhi declaró que la India no podría ser partidaria de una guerra que, aparentemente, era una lucha para la libertad democrática, mientras que esa misma libertad le era negada a la India.
Mientras progresaba la guerra, Gandhi intensificó su reclamo de independencia, bosquejando un llamamiento para que los británicos abandonasen la India. La rebelión de Gandhi y la más definitiva del Partido del Congreso tuvieron como objetivo el asegurar la salida británica de la India.
En el congreso del partido en 1942, Gandhi fue criticado por algunos miembros del mismo y por otros grupos políticos indios, favorables a los británicos y opuestos a la posición de Mohandas. Opinaban que el no apoyo a Gran Bretaña en su lucha a vida o muerte contra el nazismo era inmoral.
Para la India fue el movimiento más poderoso de la historia de su lucha, con detenciones y violencia en una escala sin precedentes. Millares de combatientes por la libertad murieron o cayeron heridos por el fuego de la policía, y cientos de miles fueron arrestados.
Gandhi y sus partidarios tuvieron claro que no apoyarían el esfuerzo de la guerra a menos que le fuera concedida la independencia inmediata a la India. Él incluso tuvo claro que esta vez el movimiento no pararía, aunque fueran cometidos actos individuales de violencia, y ordenó decir que «la anarquía» alrededor de él era «peor que la anarquía verdadera». Él invitó a todos los miembros del Congreso e indios a mantener la disciplina vía ahimsa (no violencia), y karó ia maró (‘hecha o dada’) en la causa última de la libertad.
Los británicos arrestaron a Gandhi y a todo el comité de trabajo del congreso en Bombay el 9 de agosto de 1942. Retuvieron a Gandhi durante dos años en el palacio de Aga Khan en Pune. Fue entonces cuando Gandhi sufrió dos golpes terribles en su vida personal. Su secretario Mahadev Desai (de 42 años) murió de un ataque al corazón seis días después y su esposa Kasturbá murió tras 18 meses de encarcelamiento, en febrero de 1944; Gandhi sufrió seis semanas más adelante un ataque grave de malaria. Lo liberaron antes de finalizar la guerra, el 6 de mayo de 1944, debido a su débil estado de salud y a la necesidad de curarse. El Raj británico no quería que él muriera en prisión y que eso produjera odio en la nación.
Aunque el movimiento no violento de la India tuvo moderados éxitos en su objetivo, la despiadada represión del movimiento trajo el orden a la India a finales de 1943. Con el final de la guerra, el imperio británico dio indicaciones claras de que el poder sería transferido a manos indias. En este punto Gandhi ordenó suspender la lucha, consiguiendo que liberaran a alrededor de 100 000 presos políticos, incluyendo la dirección del Partido del Congreso.

### Partición de la India (1945-1947)
Gandhi recomendó al Congreso rechazar las propuestas del Plan de la Misión del Gabinete creado por los británicos en 1946. Desconfiaba de la idea de compartir el poder con la Liga Musulmana y las divisiones y descentralización que proponían los británicos.
Entre 1945 y 1947, más de 5000 personas murieron en enfrentamientos entre hinduistas y musulmanes. La Liga era popular en las regiones donde había una mayoría musulmana, como Panyab, Bengala, Sindh, NWFP y Baluchistán.
El plan de la división de la India fue aprobado por el Congreso como una forma de evitar una guerra civil hinduista-musulmana a gran escala. Los líderes del Congreso sabían que, si bien Gandhi era visceralmente opuesto a la partición de la India, también era prácticamente imposible aceptar el plan sin la aprobación de Gandhi, porque el respaldo de que gozaba en toda la India era muy fuerte.
Sadar Patel, persona de confianza de Gandhi, fue el encargado de lograr su consentimiento al plan de división.
Gandhi gozaba de gran influencia en las comunidades hinduistas y musulmanas. Su mera presencia evitaba y paraba desórdenes y motines. Se oponía vehementemente a cualquier plan que implicara la partición de la India. Por otra parte, la Liga Musulmana argumentaba que la superioridad numérica de los hinduistas oprimiría sistemáticamente a la minoría musulmana en una India unida y que una nación musulmana separada era la única solución. Sin embargo, muchos musulmanes en la India vivían junto a hinduistas, sijes, budistas, cristianos, yainas, parsis y judíos y eran partidarios de la unidad de la India.
Pero Muhammad Ali Jinnah, líder de la Liga Musulmana tenía un amplio respaldo en Panyab Occidental, Sindh, NWFP y Bengala Oriental, es decir, todo lo que forma hoy en día Pakistán y Bangladés. El día de la transferencia del gobierno, Gandhi no lo celebró como en el resto de la India y estuvo solo ese día en su residencia en Calcuta.

### Asesinato y sus últimas palabras
El 30 de enero de 1948, cuando Gandhi se dirigía a una reunión para rezar, fue asesinado en Birla Bhavan (Birla House) en Nueva Delhi por Nathuram Godse, un radical hinduista aparentemente relacionado con grupos ultraderechistas de la India, como el partido hinduista Hahasabha, quienes le acusaban de debilitar al nuevo gobierno con su insistencia en que le fuera pagado el dinero prometido a Pakistán.
Godse y su cómplice Narayan Apte, fueron juzgados y condenados a muerte. Su ejecución se realizó el 15 de noviembre de 1949. Sin embargo, el que se considera como instigador del asesinato, el presidente del partido Hahasabha, Vinaiak Dámodar Savarkar, quedó libre sin cargo alguno por falta de pruebas.
Una prueba de la lucha de Gandhi y su búsqueda de Dios está en sus últimas palabras antes de morir: «¡Hey, Rama!».[cita requerida] Esto se interpreta como un signo de su espiritualidad, así como su idealismo en la búsqueda de la paz en su país. Estas palabras están escritas en el monumento erigido en su honor en Nueva Delhi.

## Su pensamiento sobre la salud y la alimentación
Uno de los aspectos menos conocidos de Gandhi, pero más importante para él, es el de la autogestión de la salud:

Aunque he tenido dos enfermedades graves en toda mi vida, creo que el hombre no tiene prácticamente necesidad alguna de tomar medicinas. De mil casos, novecientos noventa y nueve pueden tratarse con una dieta bien equilibrada, un tratamiento a base de tierra y agua y similares tratamientos caseros. Quien acude de inmediato al médico, al vaidya [médico ayurvédico ―el antiguo sistema hinduista de medicina―] o al hakim [arábigo, doctor o médico, en todos los países orientales, médico unani ―método griego de medicina―] por cualquier molestia, no sólo pone en peligro su vida, sino que se convierte en un esclavo de su cuerpo, en lugar de seguir siendo su amo, por lo que pierde el control de sí mismo y deja de ser un hombre.
Mahatma Gandhi: Gandhi’s Health Guide [‘guía de Gandhi para la salud’]. California: The Crossing Press. Hay versión en español: Gandhi; sus propuestas sobre la medicina, la salud y la sexualidad (pág. 224). Barcelona: Amat, 2005.

Vale la pena analizar por qué escogemos la profesión médica. No cabe duda de que no se escoge para servir a la humanidad. Nos convertimos en médicos para obtener honores y riqueza. Me he empeñado en demostrar que en esta profesión no hay un verdadero servicio a la humanidad y que es nociva para todos los seres humanos. Los médicos hacen gala de sus conocimientos y cobran sumas exorbitantes. Sus preparados, que tienen un coste intrínseco de unos pocos peniques, cuestan chelines. El pueblo, con su credulidad y su deseo de librarse de algunas enfermedades, permite que lo estafen. ¿No son entonces mejores los curanderos, a quienes conocemos, que los médicos que se las dan de humanitarios?
Mahatma Gandhi, ibídem, pág. 30

Hemos adquirido el hábito de llamar al médico por la más trivial de las enfermedades y, donde no hay médicos, se busca el consejo de simples curanderos. Vivimos con la fatal ilusión de que ninguna enfermedad puede curarse sin medicamentos. Esta creencia ha hecho más daño a la humanidad que cualquier otro mal. No cabe duda de que tenemos que curarnos las enfermedades, pero no son los medicamentos los que las curan. Y no sólo son estos sencillamente inútiles, sino que a veces son decididamente nocivos. El hecho de que un hombre enfermo tome pócimas y medicamentos es tan tonto como intentar cubrir la mugre que se ha acumulado en el interior de una casa. Cuanto más se la cubre, más rápido será el proceso de putrefacción. Y lo mismo sucede con el cuerpo humano. La enfermedad o el malestar es sólo la advertencia que nos hace la Naturaleza acerca de que hemos acumulado inmundicias en alguna parte del cuerpo: sin duda, sería sabio dejar que la Naturaleza la removiera, en lugar de cubrirla con la ayuda de medicamentos.
Mahatma Gandhi, ibídem, pág. 30

Gandhi era un experimentador y promotor del crudiveganismo:

Del examen del cuerpo humano se deduce que el hombre está condicionado por la Naturaleza para alimentarse sólo de vegetales. Existe la mayor afinidad entre los órganos del cuerpo humano y los de los animales que se alimentan de frutos. El mono, por ejemplo, es muy similar al hombre en cuanto a forma y estructura, y es un animal que se alimenta de frutos.
Mahatma Gandhi: Gandhi’s Health Guide [‘guía de Gandhi para la salud’]. California: The Crossing Press.
Hay versión en español: Gandhi; sus propuestas sobre la medicina, la salud y la sexualidad (pág. 141). Barcelona: Amat, 2005.

Yo siempre he propiciado la dieta puramente vegetariana, pero la experiencia me ha enseñado que, a fin de mantenerme en perfecta forma, esa dieta debe incluir leche y ciertos productos lácteos, como la cuajada, la mantequilla y la ghee. Esto significa un desvío de mi idea original. […] Pero estoy convencido de que en el vasto reino vegetal debe haber alguno que, a la vez que sustituya las sustancias necesarias que extraemos de la leche y de la carne, no tenga los inconvenientes de estas, ni éticos ni de ninguna otra clase.
Mahatma Gandhi, ibídem. pág. 143.

No considero necesario que el hombre coma carne en ningún lugar y en ningún clima en los que pueda vivir de ordinario un ser humano. Sostengo que comer carne es inadecuado para nuestra especie.
Mahatma Gandhi, ibídem, pág. 144.

La dieta vegetariana no tiene precio para mí. Siento que el progreso espiritual demanda en algún momento que dejemos de matar a nuestros prójimos para satisfacer nuestros deseos corporales.
Mahatma Gandhi, ibídem, pág. 146.

Por tanto, la única base para tener una población vegetariana y proclamar el principio vegetariano es y debe ser la moral.
Mahatma Gandhi, ibídem, pág. 148.

El valor ético de los alimentos crudos no tiene parangón. Desde el punto de vista económico, estos alimentos tienen posibilidades que no ofrece ningún alimento cocido. En consecuencia, procuro obtener la generosa ayuda de todos los médicos y los legos interesados en reformar dietas.
Mahatma Gandhi, ibídem, pág. 161.

Como investigador de la Verdad, considero necesario encontrar la alimentación perfecta para que el hombre pueda mantener en buen estado el cuerpo, la mente y el alma. Creo que la búsqueda sólo puede tener éxito con una alimentación cruda, y que en el reino vegetal hay un sustituto efectivo de la leche que, como todo médico reconoce, tiene sus desventajas, y que la Naturaleza no ha destinado para el hombre, sino para los bebés y los cachorros animales. No creo que ningún precio sea demasiado caro para seguir buscando lo que, a mi juicio, es tan necesario desde más de un punto de vista. Por tanto, buscaré que almas afines me den información y orientación.
Mahatma Gandhi, ibídem, pág. 176.

En Inglaterra hay muchos hombres que han hecho una dieta exclusivamente a base de frutas y que han dejado constancia de los resultados de sus experiencias respectivas. Hubo quienes la adoptaron no por cuestiones religiosas, sino de salud. Un médico alemán, llamado Just, ha escrito un tomo voluminoso al respecto, estableciendo el valor de una dieta a base de frutas con muchos argumentos y pruebas. El médico, que ha curado muchas enfermedades con esa dieta, combinándola con la vida al aire libre, llega a decir que los habitantes de cualquier país pueden encontrar los elementos de nutrición en los frutos de sus propios territorios. En este sentido, quizá corresponda que cite aquí mi propia experiencia. En los últimos seis meses he comido sólo frutas -he rechazado tanto la leche como la cuajada-. Mi dieta actual consiste en plátanos, cacahuetes, dátiles y aceite de oliva, con algún que otro fruto cítrico, como la lima. Aunque no puedo decir que mi dieta sea un éxito total, un período de seis meses es demasiado corto para alcanzar conclusiones definitivas sobre un tema tan vital como el cambio total de dieta. No obstante, sí puedo decir que durante ese período he podido mantenerme sano, mientras que otros eran atacados por distintas enfermedades, y que mi fuerza física y mental es mayor que antes. Tal vez no pueda levantar cosas muy pesadas, pero puedo trabajar durante más tiempo sin fatigarme. También puedo hacer más tareas mentales y con mayor persistencia y decisión. He probado la dieta de frutas y frutos en muchos enfermos e invariablemente les ha hecho bien. Mi propia experiencia, así como los estudios que he hecho del tema, me han confirmado la creencia de que es la mejor dieta para nosotros, los humanos.
Mahatma Gandhi, ibídem, pág. 181.

La dieta de frutas resultó de lo más conveniente. Prácticamente no cocinábamos nada, puesto que lo que comíamos, por lo general, eran cacahuetes, plátanos, dátiles, limas y aceite de oliva. En los cinco años que hice esa dieta nunca me sentí débil y nunca enfermé. También durante ese período mi cuerpo funcionó a su máxima capacidad, tanto que un día caminé más de 80 kilómetros, cuando lo habitual en mí eran 60 kilómetros en un día.
Mahatma Gandhi, ibídem, pág. 232.

Gandhi llevó una vida sencilla. Confeccionaba sus propias piezas de ropa y se oponía radicalmente al maltrato de los animales:

Siento que el progreso espiritual nos demanda que dejemos de matar y comer a nuestros hermanos, criaturas de Dios, y solo para satisfacer nuestros pervertidos y sensuales apetitos. La supremacía del hombre sobre el animal debería demostrarse no sólo avergonzándonos de la bárbara costumbre de matarlos y devorarlos sino cuidándolos, protegiéndolos y amándolos. No comer carne constituye sin la menor duda, una gran ayuda para la evolución y paz de nuestro espíritu.
Gandhi

Un país, una civilización se puede juzgar por la forma en que trata a sus animales.
Gandhi

## Críticas a Mahatma Gandhi

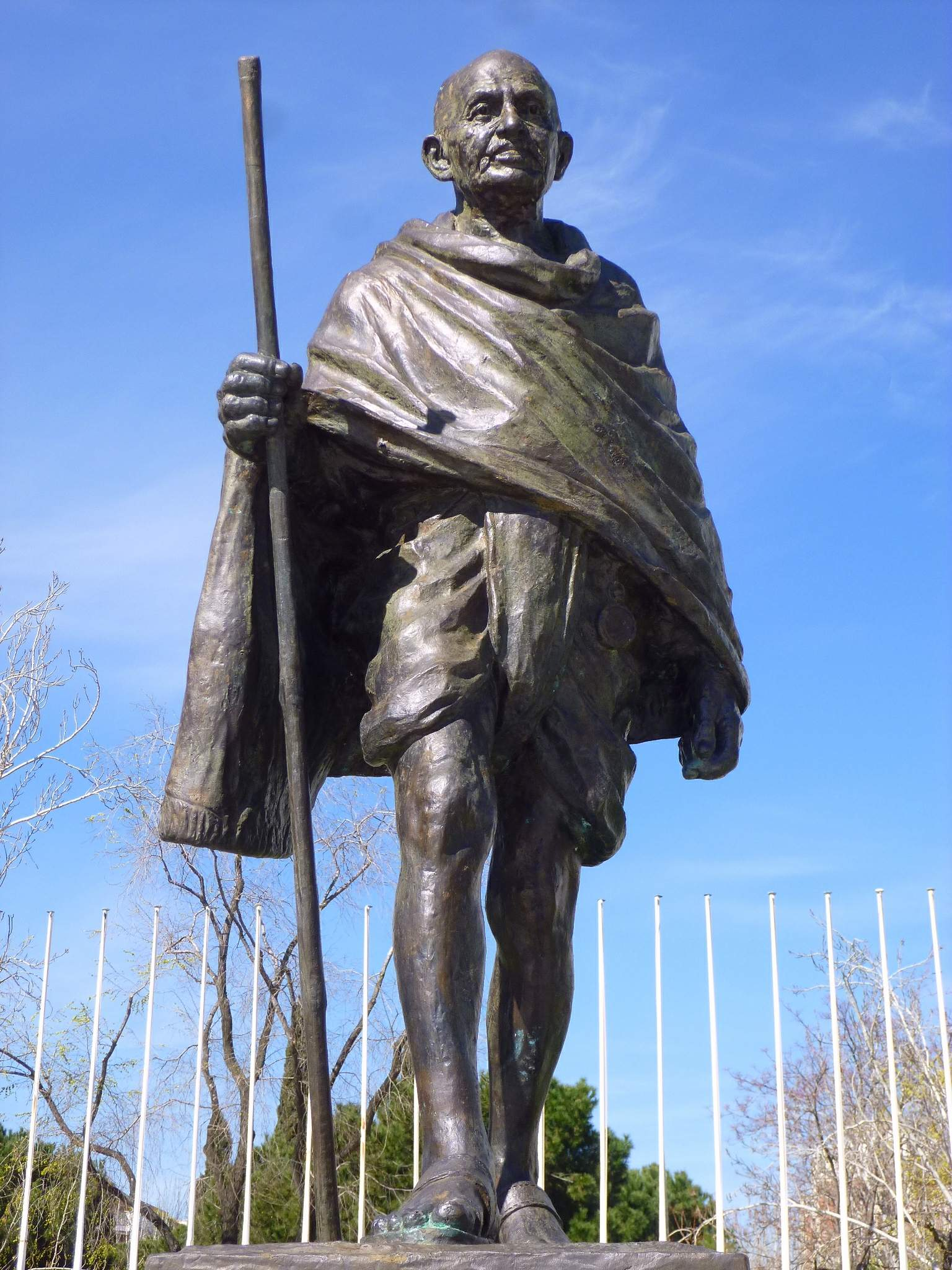
Monumento a Gandhi en Madrid

Varios historiadores han criticado la posición de Gandhi en cuanto al surgimiento de Hitler y Mussolini, incluyendo su declaración de que los judíos ganarían el amor de Dios al ir voluntariamente hacia sus muertes. En concreto, escribió:

Si fuera un judío nacido en Alemania y me ganara la vida allí, reclamaría a Alemania como mi hogar tanto como el más alto gentil alemán, y le retaría a dispararme o a arrojarme a una mazmorra; rechazaría ser expulsado o someterme a un tratamiento discriminatorio. Y para hacer esto no esperaría a que los otros judíos me acompañaran en mi resistencia pasiva, sino que tendría confianza en que el resto habrían de seguir mi ejemplo. Si un judío, o todos los judíos aceptaran esta receta, él o ellos no estarían peor de lo que están ahora. Y sufrir voluntariamente les traerá una fuerza y alegría interior... la violencia calculada de Hitler puede resultar en una masacre general de los judíos en respuesta a esta declaración de hostilidades. Pero si la mente judía pudiera estar preparada para el sufrimiento voluntario, incluso la masacre que he imaginado podría convertirse en un día de acción de gracias y de alegría de que Jehová ha acogido a la raza, incluso a través de las manos de un tirano. Para el temeroso de Dios, la muerte no conlleva terror.
Gandhi

Su oposición a la violencia llegó a extremos en 1940, cuando —después de la invasión de los nazis de las islas del canal de la Mancha— mandó un mensaje al pueblo británico indicando:

Dejen las armas, por cuanto estas no van a servir para salvarles a ustedes ni a la humanidad. Deben invitar a Hitler y Mussolini a que tomen todo lo que quieran de sus países. Si ellos quieren ocupar sus casas, vayánse de ellas. Si no les permiten salir sacrifíquense a ellos, pero siempre rehúsen rendirles obediencia.
Mahatma Gandhi

Merece recordar que estas acciones están enmarcadas en una compleja filosofía, valor o comprensión de la humanidad (ahimsa, no violencia). Para entender semejantes mensajes, algunas de las frases célebres que se le atribuyen a Gandhi permiten contextualizar los posibles motivos de estas declaraciones:
«Ojo por ojo y todo el mundo acabará ciego».
«La humanidad no puede liberarse de la violencia más que por medio de la no violencia».
«La verdad es el objetivo, el amor el medio para llegar a ella».
«La vida y la muerte no son sino caras de una misma moneda».
«Hay suficiente agua para la vida humana pero no para la codicia humana».
En 2011 una polémica producción cinematográfica india, Dear Friend Hitler, evoca un contacto epistolar de Mahatma Gandhi con Hitler, en donde procura apaciguarlo.

### Violencia y racismo

Estatua de Gandhi en México.

Algunos historiadores han acusado a Gandhi de actitudes racistas durante su estancia en Sudáfrica, como el que se refiriera a los negros con el término despectivo de kaffirs. En Sudáfrica y otros países africanos parte de la población toma como ciertas dichas acusaciones y se han expresado en contra de estatuas en su territorio para honrar al prócer.
Los autores sudafricanos Ashwin Desai y Goolam Vahed, en su libro The South African Gandhi: Stretcher-Bearer of Empire ("El Gandhi sudafricano: sostén del Imperio") ofrecen como pruebas cartas escritas por el prócer indio donde este llama a la población local "kaffirs", término despectivo usado en Sudáfrica. Según Desai y Vahed, Gandhi creía en la hermandad aria, poniendo así a indios y blancos por encima de la raza negra y apoyando por tanto la subyugación del pueblo sudafricano por parte de los colonizadores británicos.
En su etapa de juventud, Gandhi fue influido por las ideas segregacionistas prevalecientes en la década de 1890. Por otra parte, parece que la estancia de Gandhi en la cárcel lo hicieron más sensible a los problemas comunes a negros e indios, de manera que, con el paso de los años, se suavizaron sus prejuicios contra los negros.[cita requerida]
Las críticas se extendieron hasta el comité del Premio Nobel. El profesor noruego Jacob Worm-Müller, asesor del comité, escribió un informe en el que expresó su comprensión por la admiración general hacia la persona de Gandhi: «Es, sin duda, una persona buena, noble y ascética, un hombre prominente que es merecidamente honrado y amado por las masas de la India». Pero al considerar a Gandhi como líder político Worm-Müller escribió: «Hay cambios bruscos en sus políticas, que difícilmente pueden ser explicados satisfactoriamente por sus seguidores […] Es un luchador por la libertad y un dictador, un idealista y un nacionalista. Con frecuencia es un “Cristo” pero luego, de repente, un político ordinario».
Durante el conflicto indio-pakistaní, Gandhi hizo públicas sus ideas acerca de que —en caso de hostilidades— habría que obviar las políticas de paz y no violencia contra Pakistán, muy en oposición a sus opiniones sobre el conflicto bélico entre Gran Bretaña y la Alemania nazi (mencionados arriba).[cita requerida]
Posteriormente otro informe emitido por Worm-Müller indica: 

Se podría decir que su bien conocida lucha por África del Sur es en beneficio de los indios residentes allí, y no de los negros, que viven en condiciones peores.[cita requerida]

Por otro lado, Gandhi también fue acusado por numerosos historiadores de financiar grupos guerrilleros de parias que luchaban contra los ejércitos de la reina en el sur de la India.
El 26 de septiembre de 1896, Gandhi se dirigió a las masas para expresar su disgusto por el trato que los ingleses daban a los indios en los siguientes términos: 

La nuestra es una continua lucha en contra de la degradación infligida sobre nosotros por los europeos, quienes desean degradarnos al nivel de vulgares kafires, cuya ocupación es cazar, y su única ambición es recolectar ganado para comprar una esposa y luego morir en indolencia.

### Celibato
Cuando Gandhi tenía 16 años de edad, su padre cayó gravemente enfermo. Como Gandhi era muy devoto de sus padres (como es lo usual en India), atendió a su padre a todas horas durante su enfermedad. Sin embargo, una noche, un tío de Gandhi fue a relevarlo durante unas horas. Gandhi se retiró a su dormitorio y se acostó con su esposa. Mientras mantenía relaciones sexuales entró un sirviente que le avisó que su padre acababa de morir. Gandhi sintió una tremenda culpa y nunca se pudo perdonar. Llamaba a este suceso «la doble culpa». El incidente tuvo una influencia significativa en su decisión de convertirse en célibe veinte años después, a los 36 años de edad, mientras aún estaba casado.
Esta decisión estuvo profundamente influenciada por la doctrina del brahmacharia (el celibato, considerado «pureza» espiritual y práctica). En su autobiografía él habla sobre su batalla contra la lujuria y sobre los ataques de celos hacia su esposa de la infancia Kasturba.

#### Experimentos con la brahmacharia

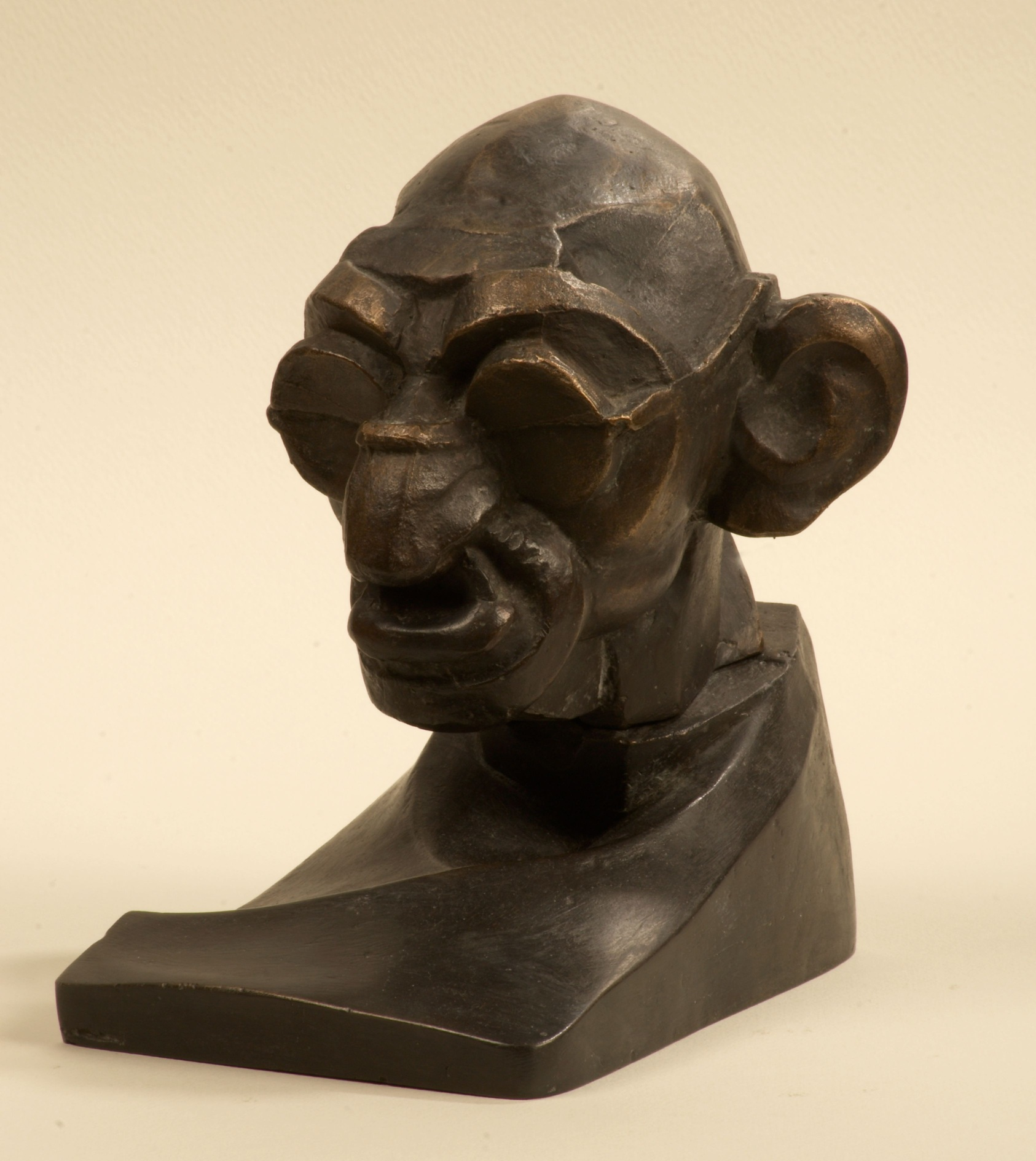
Escultura de Mahatma Gandhi, diseñada por Józef Gosławski (1932).

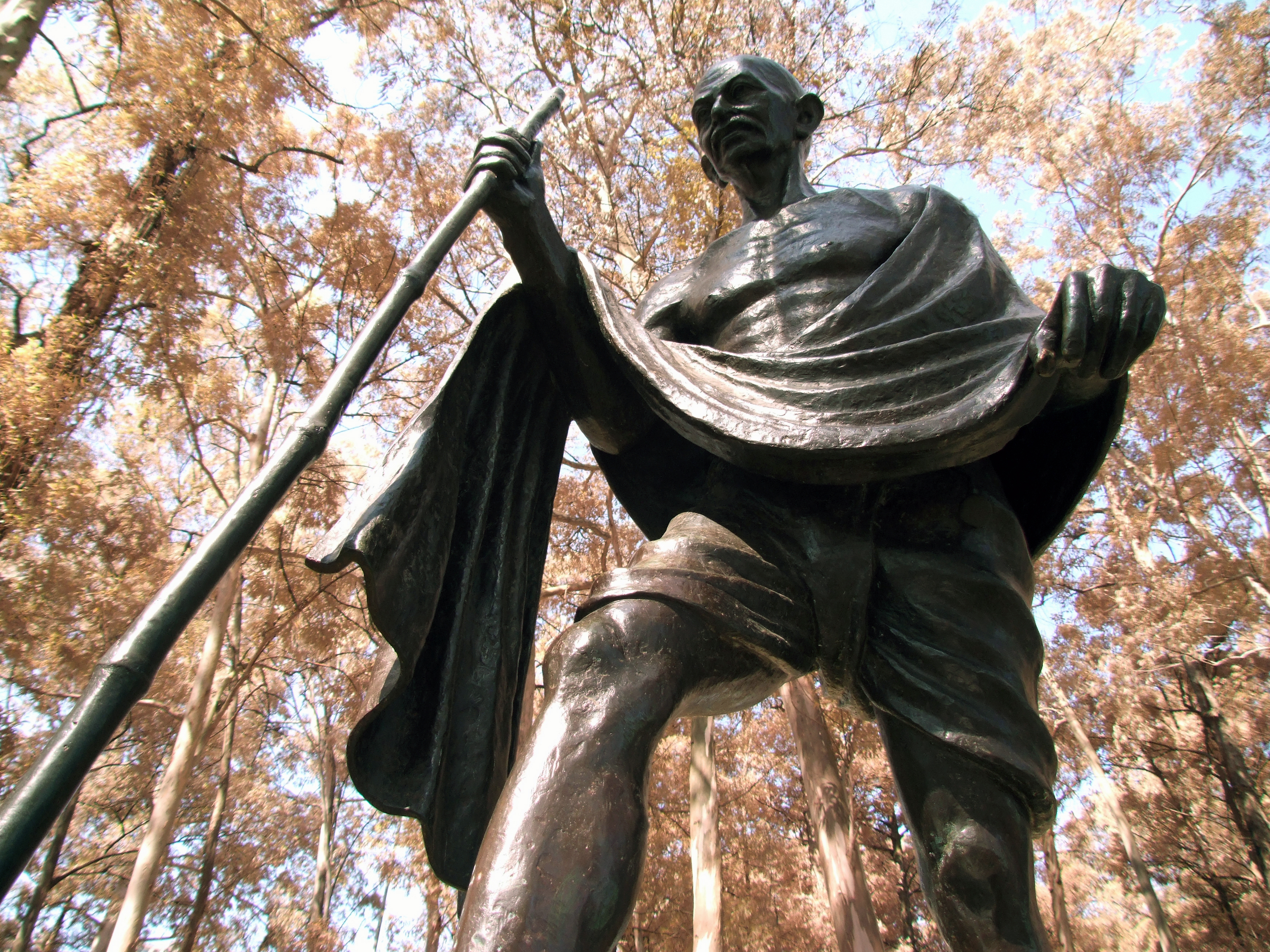
Estatua de Gandhi en São Paulo, Brasil, obra de Gautam Pal.

Finalmente, se hizo de público conocimiento que Gandhi había estado compartiendo su cama durante unos cuantos años con niñas.
Él explicó que lo hacía para probar su autocontrol como célibe, y para sentir calor en las noches de invierno. Rotulaba sus actividades como «una cura natural». En su carta a Ghanshyam Das Birla (en abril de 1945) se refiere a las «mujeres o niñas que han estado desnudas conmigo», indicando que habían sido varias las personas que formaron parte de sus experimentos.
El sexo se convirtió en el tema más importante de que hablaba Gandhi en sus largos monólogos, luego de la áhimsa (la no violencia), y aumentó en las últimas décadas de su vida. En Harijan dedicó cinco editoriales completos a explicar la práctica del celibato estricto (que él pretendía que practicaran todos sus seguidores).
Como parte de esos experimentos, empezó durmiendo con todas sus discípulas (que no cobraban un sueldo por asistirlo, sino que vivían y trabajaban para él debido a sus convicciones), una por una, en la misma habitación, pero en colchonetas separadas por una distancia. Después empezó a dormir en la misma colchoneta. Y finalmente dormían ambos desnudos.
De acuerdo con Gandhi, el celibato activo significaba el autocontrol perfecto incluso en presencia del sexo opuesto. Gandhi condujo sus experimentos con un gran número de jóvenes. Entre ellas estuvo Abha, la esposa de 16 años de su sobrino nieto Kanu Gandhi. Gandhi reconocía sin embargo que «este experimento es realmente muy peligroso», pero decía que «podía producir resultados muy grandes».
Su sobrina nieta de 19 años de edad, Manu Gandhi, también fue parte de los experimentos sexuales. Gandhi le había escrito a su sobrino (el padre de Manu) Jaisukhlal Gandhi, que Manu había empezado a compartir su cama durante muchas noches porque él tenía que «corregirle la postura al dormir».
Según Gandhi sus experimentos de dormir desnudos con su nieta Manu en Noakhali, le ayudaban a contemplar la unidad entre hinduistas y musulmanes en la India antes de la partición, y liberaría las tensiones comunales. Gandhi les decía a las demás personas que él era como una madre para esas niñas, y se refería a Abha y Manu como «mis bastones».
Gandhi llamaba a Sarladevi (una devota seguidora, casada y con hijos) su «esposa espiritual». Más tarde diría que había llegado a casi tener relaciones sexuales con ella.
En marzo de 1945 escribió una carta a un amigo, en la que decía: «[con SarlaDevi] empezamos a dormir juntos en la época en que tomé el voto de brahmacharia, o incluso antes».
Dijo que había experimentado esto mismo con su esposa, «pero que no era suficiente».
Gandhi se sintió satisfecho con sus experimentos y le escribió a Manu: «He practicado exitosamente los once votos que tomé. Esta es la culminación de mi lucha en los últimos 36 años. En este iagñá [‘sacrificio’, generalmente de fuego] he obtenido un vislumbre del ideal de pureza y verdad por el que he estado luchando».
Gandhi recibió muchas críticas por estos «experimentos», por parte de sus seguidores y oponentes.
Su estenógrafo, R. P. Parasuram, renunció el primer día que sorprendió a Gandhi acostado desnudo con su sobrina nieta Manu. Gandhi insistió en que él no sentía ninguna excitación al acostarse con estas niñas Manu, Suhila o Abha. «Discúlpame, estás en libertad de abandonarme».
Nirmal Kumar Bose, otro asistente íntimo de Gandhi, lo abandonó en abril de 1947, después de la gira de Gandhi a Noakhali, donde había tenido lugar algún altercado entre Gandhi y Sushila Nayar en el dormitorio de él a medianoche, en el que Gandhi le dio un golpe de palma en la frente. Bose había declarado que la naturaleza de los experimentos de Gandhi sobre la brahmacharya aún permanecen desconocidos.
Bose, quien estuvo cerca de Gandhi durante esta gira, testificó que «no había inmoralidad por parte de Gandhi. Además Gandhi trataba de conquistar el sentimiento de sexo mediante un esfuerzo consciente de convertirse en madre de aquellos que estuvieran bajo su cuidado, fueran hombres o mujeres». Dattatreya Balkrisna Kalelkar, un revolucionario que se convirtió en discípulo de Gandhi, decía que las «relaciones [de Gandhi] con mujeres eran, de principio a fin, tan puras como la leche de una madre».

## Reconocimientos
Gandhi nunca llegó a recibir el Premio Nobel de la Paz, aunque fue nominado cinco veces entre 1937 y 1948. Décadas después, sin embargo, el Comité que administra el premio Nobel declaró la injusticia de tal omisión, que atribuyó a los sentimientos nacionalistas divididos que negaron tal premio a Gandhi.
El Gobierno de la India otorga un premio al que denominan el Premio Gandhi por la Paz.
Uno de los que recibió dicho premio es el dirigente sudafricano Nelson Mandela.
En la India, cada 2 de octubre se celebra el día de Gandhi Yaianti.
El 30 de enero se celebra el Día Escolar de la No Violencia y la Paz (DENVP) en recuerdo de Gandhi.
En los países con calendarios escolares propios del hemisferio sur esta jornada se conmemora el 30 de marzo.
En Montevideo, una importante avenida costera lleva el nombre de rambla Mahatma Gandhi.

## En la literatura
- En el cuento Le Jour du Jugement Dernier, de la colección Les Mémoires de Satan et autres contes loufoques, de Pierre Cormon, Dios intenta juzgar a Gandhi en el Juicio Final, pero se da cuenta de que el personaje es más complejo de lo que parece.

## Escritos
Gandhi fue un escritor prolífico. Su estilo característico era sencillo, preciso, claro y carente de artificios. Una de sus primeras publicaciones, Hind Swaraj, publicada en gujarati en 1909, se convirtió en el modelo intelectual del movimiento independentista indio. El libro se tradujo al inglés al año siguiente, con un aviso de derechos de autor que decía "Sin derechos reservados". Durante décadas, Gandhi editó varios periódicos, entre ellos Harijan en gujarati, hindi e inglés; Indian Opinion durante su estancia en Sudáfrica; Young India, en inglés; y Navajivan, una revista mensual en gujarati, a su regreso a la India. Posteriormente, Navajivan también se publicó en hindi. Gandhi también escribió cartas casi a diario a particulares y periódicos.
Gandhi también escribió varios libros, incluyendo su autobiografía la historia de mis experimentos con la verdad (Gujarātī "સત્યના પ્રયોગો અથવા આત્મકથા"), de la cual compró la primera edición completa para asegurarse de su reimpresión. Otras de sus autobiografías incluyen: Satyagraha en Sudáfrica, sobre su lucha allí; Hind Swaraj o el autogobierno indio, un panfleto político; y una paráfrasis en gujarati de "Hasta esto último" de John Ruskin, una crítica temprana de la economía política. Este último ensayo puede considerarse su programa de economía. Gandhi también escribió extensamente sobre vegetarianismo, dieta y salud, religión, reformas sociales, etc. Gandhi solía escribir en gujarati, aunque también revisó las traducciones al hindi y al inglés de sus libros. En 1934, Gandhi escribió "Canciones desde la prisión" mientras estaba preso en la cárcel de Yerawada, en Maharashtra.
Las obras completas de Gandhi fueron publicadas por el gobierno indio bajo el nombre de Obras Completas de Mahatma Gandhi en la década de 1960. Los escritos comprenden unas 50.000 páginas, distribuidas en unos 100 volúmenes. En el año 2000, una edición revisada de las obras completas generó controversia debido a la gran cantidad de errores y omisiones que contenía. Posteriormente, el gobierno indio retiró la edición revisada.